# Semitic museum
Le Semitic museum (musée sémitique) est un musée d'archéologie de l'université Harvard situé à Cambridge  dans le Massachusetts, aux États-Unis.

## Histoire
En avril 2020, le musée prend le nom de : Harvard Museum of the Ancient Near East (HMANE).